# Ланге, Юлиус (музыкант)
Юлиус Ланге (нем. Julius Lange; 8 ноября 1866, Мёнхенгладбах — 1939, Цюрих) — швейцарский композитор и дирижёр германского происхождения. С 1904 г. гражданин кантона Цюрих.
Сын и ученик мёнхенгладбахского музикдиректора Юлиуса Ланге (1829—1898). В дальнейшем окончил Кёльнскую консерваторию, где учился у Франца Вюльнера, после чего продолжил образование в Берлинской высшей школе музыки у Фридриха Киля, Эрнста Рудорфа и Адольфа Шульце.
С 1896 г. работал в Цюрихе, преподавал фортепиано в Цюрихской консерватории. Возглавлял различные хоровые коллективы. С 1906 г. дирижировал курортным оркестром в Монтрё. С 1909 г. работал дирижёром в Буффало в США, но с началом Первой мировой войны вернулся в Швейцарию. С 1917 г. музикдиректор Биля. С 1922 г. регулярно выступал с концертами-лекциями, объясняя и комментируя исполняемые сочинения.
Композиторское наследие Ланге включает фортепианные, вокальные и хоровые произведения.